# Cesare Baglioni
Cesare Baglioni, detto anche Cesare Baglione (Cremona, 1550 circa – Parma, 1615), è stato un pittore italiano.

## Biografia
Cesare Baglioni operò nel rinascimento. Egli imparò l'arte presso la bottega del padre e quindi indirizzò il suo stile verso la quadratura operando, per lo più a Parma e Roma. Conobbe e fu amico di Agostino e Annibale Carracci e fu maestro di Girolamo Curti. Non deve essere confuso con il pittore barocco Giovanni Baglione.